# غلامرضا نیک‌پی
غلامرضا نیک‌پی (۱۳۰۶ – ۲۲ فروردین ۱۳۵۸) اقتصاد دان و دولتمرد ایرانی در دوران پهلوی بود. او از سال ۱۳۴۸ تا ۱۳۵۶ به مدت هشت سال در سمت شهردار تهران فعالیت و خدمت کرد. وی همچنین سناتور انتصابی، وزیر آبادانی و مسکن و معاون نخست‌وزیر بوده‌است. او دو ماه پس از انقلاب ۱۳۵۷، در ۲۲ فروردین سال ۱۳۵۸ توسط انقلابیون در تهران، تیرباران شد.
نیک‌پی در دوران کارش در شهرداری تهران، برای حل مشکلات این شهر که به گفته خودش «مثل تار عنکبوت می‌ماند؛ مرکز اصلیش بازار است و مرکز سکونتش شمیران»، به جای مدیریت بر اساس آزمون و خطا، تلاش کرد تهران را از روی «حساب و کتاب»، نوین کند. از کارهای مهم نیک‌پی در شهرداری تهران می‌توان به تدوین طرح جامع شهر تهران، ساخت بزرگراه‌ها و پارک‌ها، تصویب طرح جامع متروی تهران و آغاز به ساخت آن، گرفتن عوارض شهری، ساخت پارکینگ‌ها، تعیین حریم شهری تهران و ایجاد کارخانه برای تبدیل زباله به کود اشاره کرد. از دههٔ ۱۳۷۰ خورشیدی به بعد، برای حل مشکلات شهر تهران، بسیاری از طرح‌هایی که در دوران نیک‌پی برای نخستین بار تصویب و اجرا شده بودند، از جمله طرح جامع شهر تهران و متروی تهران، دوباره پیگیری شدند.
او در ۱۱ آوریل ۱۹۷۹ به دستور یک دادگاه انقلاب، ظاهراً بدون داشتن وکیل یا فرصتی برای دفاع از خود، اعدام شد. نیکپی یکی از قربانیانی است که نامش در گزارش ۱۳ مارس ۱۹۸۰ عفو بین‌الملل ذکر شده است. سازمان‌های بین‌المللی حقوق بشر توجه خود را به گزارش‌هایی جلب کرده‌اند که نشان می‌دهد مقامات جمهوری اسلامی افراد را با اتهامات واهی اعدام کرده‌اند.

## زندگی‌نامه
غلامرضا نیک‌پی فرزند عزیزالله اعزاز نیک‌پی در سال ۱۳۰۶ در اصفهان به دنیا آمد. پدرش عزیزالله ملقب به اعزاز الملک از تحصیل‌کردگان آمریکا بود که در زمان رضاشاه در سال ۱۳۱۸ استاندار کرمانشاه شده بود و پس از آن در کابینه قوام السلطنه و در سال ۱۳۲۵ به معاونت نخست‌وزیری و وزارت پست و تلگراف رسید. پدربزرگ مادری غلامرضا نیز ظل السلطان فرزند ناصرالدین شاه قاجار بود که حتی قرار بود بعد از پدرش به جای وی به پادشاهی بنشیند که این‌طور نشد و برادرش مظفرالدین شاه به تخت پادشاهی رسید.
غلامرضا پس از طی دوران کودکی و نوجوانی در اصفهان و کرمانشاه، دیپلم خود را نیز از دبیرسان ادب ـ به ریاست حسین عریضی ـ در اصفهان گرفت و برای ادامهٔ تحصیل راهی دانشکده حقوق و علوم سیاسی دانشگاه تهران شد. پس از گرفتن لیسانس در سال ۱۳۲۹ برای ادامه‌دادن تحصیل خود، به انگلیس رفت و دکترای اقتصاد بین‌الملل را نیز در سال ۱۳۳۵ در مدرسهٔ اقتصاد لندن گرفت و به ایران بازگشت.
نیک‌پی پس از بازگشت به ایران، در شرکت ملی نفت ایران به عنوان معاونت اداری استخدام شد و به مرور به عنوان متصدی تهیه آمار شرکت نفت و سپس به ریاست اداره کل آمار و بررسیهای اقتصادی دست یافت. در زمان تصدیگری ریاست اداره کل آمار و بررسی‌های اقتصادی، حسنعلی منصور ریاست شورای عالی اقتصاد را عهده‌دار بود و به همین جهت ارتباط وی با منصور بیشتر شد. به جهت آشنایی و همراهی بیشتر وی با حسنعلی منصور، نیک‌پی نیز به همراه وی و هویدا از اعضای اصلی کانون مترقی قرار گرفت. پس از تبدیل کانون مترقی به حزب ایران نوین، به عضویت شورای مرکزی این حزب درآمد و بیش از پیش به فعالیت در این حزب پرداخت. وی در اوایل سال ۱۳۴۳ در دولت حسنعلی منصور به معاونت نخست‌وزیری رسید. پس از ترور منصور، امیرعباس هویدا، دیگر دوست صمیمی نیک‌پی در حزب ایران نوین به نخست‌وزیری رسید و وی در کابینه وی نیز به معاونت نخست‌وزیری در امور اجرایی ادامه داد.
پس از مدتی وی در کابینه هویدا به سمت وزارت مشاور منصوب شد که آن را در کنار معاونت نخست‌وزیری عهده‌دار شد. در سال ۱۳۴۶ غلامرضا نیک‌پی طی حکمی از طرف اسدالله علم، وزیر دربار، به ریاست اداره کاخ جوانان در کنار دیگر مسئولیت‌هایش انتخاب شد. پس از حدود چهار سال که نیک‌پی سمت معاونت نخست‌وزیری را برعهده داشت، وی در سال ۱۳۴۷ توانست به وزارت آبادانی و مسکن در کابینه هویدا دست یابد. اما بخاطر یک درگیری فیزیکی با عطاءالله خسروانی، وزیر کشور وقت، از این سمت برکنار شد. وی سپس با کمک هویدا توسط انجمن شهر به سمت شهرداری تهران منصوب شد. از اقدامات او در شهرداری تهران می‌توان به: ساخت اتوبانها و پارکها، تدوین طرح جامع شهر تهران، طرح جامع متروی تهران در سال ۱۳۵۰ و شروع به ساخت آن در سال ۱۳۵۶، اخذ عوارض شهری، اخذ عوارض از کامیونها و اتوبوسهای غیر کرایه‌ای و پلاک سفید، احداث پارکینگ، تعیین حریم شهر تهران، ایجاد کارخانه تبدیل زباله به کود، تأسیس آزمایشگاه مکانیک خاک و ایجاد سازمان عمران و نوسازی عباس‌آباد اشاره کرد.

## دستگیری و اعدام
پس از بیرون آمدن نیک‌پی از کار شهرداری در سال ۱۳۵۶، کمی بعد در همان سال، او با یک حکم از سوی محمدرضاشاه پهلوی، به نمایندگی از شهر اصفهان به دوره هفتم مجلس سنا راه یافت. وی در مجلس سنا در کل، برای یک سال کار کرد که با توجه به رخداد دستگیری برخی از افراد سیاسی دوره، وی نیز دستگیر شد و به زندان افتاد. در هنگام به پایان رسیدن انقلاب ۵۷ در ۲۲ بهمن ۱۳۵۷، نیک‌پی هنوز در زندان به سر می‌برد؛ پس از یورش مردم به زندان قصر، او نیز توانست از زندان فرار کند اما پس از آن، دستگیر و دوباره زندانی شد.
بر پایهٔ گزارشی در بی‌بی‌سی فارسی، «یکی از تراژیک‌ترین داستان‌های انقلاب، ماجرای محاکمه و اعدام غلامرضا نیک‌پی، آخرین شهردار تهران پیش از پیروزی انقلاب اسلامی است». به شکلی خلاصه، پس از انقلاب ۱۳۵۷، او دستگیر و در دادگاه انقلاب، به جرم‌های قتل و کلاهبرداری متهم و محکوم شد. جرم قتل او، به دلیل خراب کردن آلونک‌هایی بود که در جنوب شهر تهران قرار گرفته بودند و اعلام شد که در جریان این تخریب، یک تن کشته شده‌ است. هرچند که نیک‌پی چنین کاری را یک فرمان دولتی دانسته‌ بود. نیک‌پی با این اتهامات، توسط دادگاه انقلابی، «مفسد فی‌الارض» شناخته شد و در ۲۲ فروردین ۱۳۵۸ اعدام (تیرباران) شد.

### دادگاه و اتهامات
دادگاه او را به «کلاه‌برداری، خیانت، قتل و غارتگری» متهم می‌کند. شهردار پیشین می‌پرسد: «کدام کلاه‌برداری؟» رئیس دادگاه می‌گوید: «مگر نگفتید در خیابان‌ها چاله نداریم. پس این‌همه چاله چیست؟!» نیک‌پی می‌پرسد: «آیا احداث ۶۸ پارک، یک میلیون متر مربع آبادانی در جنوب تهران و ایجاد ۱۸ رشته شاهراه و ساخت ۳۰ پارکینگ و ۲۰ پل، خیانت است؟»
اتهام دیگر که به نیک‌پی زده شد، اتهام قتل بوده‌است. وی سپس می‌گوید: «من کی را کشته‌ام؟!» رئیس دادگاه می‌گوید: «مگر در جریان تخریب ۱۲۰ آلونک، یک نفر کشته نشد؟» نیک‌پی پاسخ می‌دهد: «آلونک‌ها به دستور دولت تخریب شد و آن یک نفر هم در دعوا و به ضرب چاقو کشته شد.»
رئیس دادگاه سپس به مهره استعمار بودن نیک‌پی تأکید می‌کند و به او می‌گوید: «پیشنهاد اختصاص یک خط از حاشیهٔ خیابان‌ها برای اتوبوس‌ها، پیشنهاد شرکت خارجی «سوفرتو» نبود؟ نیک‌پی پاسخ می‌دهد: «پیشنهاد خوبی بود و پذیرفتیم.» دادگاه می‌گوید: «هر پیشنهاد خارجی خوب است؟ چرا تذکر ندادید سوفرتو استعماری است؟» به علاوه، در دادگاه، طرح فرانسه برای ساخت مترو تهران نیز به عنوان بخشی از دلایل مهره استعمار بودن نیک‌پی اشاره می‌شود.»
سپس یکی از اتهامات اصلی نیک‌پی ترافیک تهران بوده‌است. دادگاه به او می‌گوید: «به عنوان دکتر در اقتصاد از لندن چرا به مردم هشدار ندادید علت مشکل ترافیک، مردم نیستند و چرا عوامل استعمار را مقصر ندانستید؟» نیک‌پی پاسخ می‌دهد: «مشکل سه بخش دارد. یکی زیادی اتوبوس است». رئیس می‌گوید: «این همان روش بورژوازی است.» در جلسه‌ای دیگر بحث ترافیک بالا می‌گیرد و رئیس دادگاه می‌گوید: «انفجار ترافیک مردم را کلافه کرده، ناراحتی‌های اعصاب و مرگ و میرها همه از سنگینی ترافیک است و شما مسؤول ترافیک بودید.» نیک‌پی پاسخ می‌دهد: «مسؤولیت ترافیک با شهربانی بود و یک سال آخر با شهرداری پایتخت و قبول کردم چون قصدم خدمت به خلق بود.» رئیس اما می‌گوید: «خدمت نبود، خلق را کُشتید! شما در ترافیک تهران، سیاست کلی‌تان در جهت تأمین منافع استعمار بوده‌است.» نیک‌پی در پاسخ می‌گوید: «بنده برای ترافیک تهران دوسال دیگر وقت می‌خواستم تا اولین خط مترو دایر شود و این بزرگراه‌ها به یکدیگر وصل شود و بقیه پل‌هایی که در نظر بود زده شود. من نمی‌دانم دیگر چه کاری از من ساخته بود. کارشناسان بین‌المللی اصلاح ترافیک را در بهبود اتوبوسرانی می‌دانند، در زدن پل می‌دانند، در ایجاد پارکینگ می‌دانند و در احداث بزرگراه می‌دانند.» او همچنین از شاهراه شاهنشاهی سخن می‌گوید (بزرگراه مدرس) و تأکید می‌کند: «اگر این شاهراه را بین خیابان‌های پهلوی (ولی‌عصر کنونی) و کوروش کبیر (جاده قدیم یا شریعتی) نکشیده بودیم رفتن به شمیران به جای نیم ساعت ۴ ساعت طول می‌کشید.» در ادامه، دادگاه اجرای این طرح‌ها را بسیار دیر توصیف می‌کند، اما نیک‌پی پاسخ می‌دهد که از آغاز مسئولیت خود تلاش کرده که با راه حل‌های مختلف، مشکل ترافیک را حل کند، مشکلی که نه مربوط به زمان حاضر، بلکه از نظر او برآمده از چند دهه قبل بوده‌است: «در سال ۱۳۲۰ که متفقین به ایران حمله کردند با هجوم جمعیت از روستا به شهرها و تهران و اتومبیل‌هایی که خریدند در آن زمان دولت وقت می‌بایستی فکری به حال ترافیک می‌کرد.» در نهایت رئیس دادگاه می‌گوید که مشکل ترافیک در زمان شهرداری نیک‌پی بوده‌است، در مقابل نیز نیک‌پی قبول نمی‌کند.

### اعدام
در پایان، بحث‌ها بی‌فایده بود و دادگاه وی را به دلیل همان اتهامات داده شده در طول دادگاه، همچون همکاری با استعمار غرب، همکاری با رژیم پهلوی، کم‌کاری فراوان در هنگام تصدی پست شهرداری از جمله حل نکردن معضل ترافیک، اخذ رشوه فراوان در حین مسئولیت، فساد مالی فراوان، واگذاری مناقصه‌های دولتی به اشخاص به جهت منافع شخصی، تغییر طرح جامع تهران، ایجاد بازار برای فروش ابزار و ماشینهای خارجی و جلوگیری از بورژوازی ملی و کاهش تولید ملی و … به اعدام محکوم کرد و در تاریخ ۲۲ فروردین ۱۳۵۸ به عنوان مفسدفی‌الارض تیرباران شد.

## کارها و اقدامات سرشناس
نیک‌پی در هنگامی به شهرداری تهران رسید که بخش فراوانی از طرح‌هایی که شهرداران پیشین کلنگ‌زنی کرده بودند، برای بهره‌برداری آماده شده بودند و وی با گشایش چنین پروژه‌هایی، کوشش کرد تا چهرهٔ شهر تهران را به‌سوی مدرنیته پیش ببرد. 
یکی از مهم‌ترین کارهای نیک‌پی، آماده‌سازی یک گروه برای مطالعه و پژوهش در جهت حل مشکلات ترافیک تهران بود که بر پایهٔ این طرح مطالعاتی که با نگاه به طرح تفصیلی شهر تهران نگاشته شده بود، چهار بزرگراه در چهار سوی شهر تهران دسترسی را سرعت و بهبود می‌داد. 
نیک‌پی در تیر ماه ۱۳۴۹ پروژهٔ بزرگ دیگری، با عنوان نخستین گورستان مدرن و مکانیزهٔ تهران را که پژوهش‌های آن از دوران شهرداری تقی سرلک شروع شده بود و در دوران شهرستانی نیز نخستین کلنگ را خورده بود، افتتاح کرد تا اقدامی قابل توجه دیگر کرده باشد. به پایان‌ رساندن طرح ساخت شهستان پهلوی که یک شهر اداری را درون تهران پدیدار می‌ساخت، از طرح‌های اجرانشدهٔ دوران نیک‌پی بود.
- ساخت ۷ مجسمه و استقرار آن‌ها در شهر
- طرح احداث چهار واحد مسکونی در اراضی خارج از محدوده
- تغییر نام رفتگر به کارگر خدمات شهری
- ایجاد قسمت در آمدهای عمومی
- ایجاد سازمان اداره کل بودجه
- جانشین نمودن اتوبوسهای لوکس به جای مینی بوس
- تخصیص مبالغی برای ایجاد ساختمان و نگهداری اطفال معلول
- اصلاح سازمان شهرداری پایتخت
- تخصیص مبالغی برای احداث سیل‌بند غرب تهران
- تجدید ساختمان مغازه‌های موجود شهر که قبل از تصویب طرح جامع وجود داشته‌است
- ایجاد ساختمان اداره کل مکانوگرافی و آمار ۱۳۵۱
- ایجاد پارک نیاوران
- ایجاد سازمان امور بازرسی
- ایجاد سازمان موتوری
- تغییر سازمان کشتارگاه و سردخانه تهران
- تجدید نظر در سازمان معاونت شهرسازی و برنامه‌ریزی و شهرسازی مناطق
- احداث پارکینگ‌های منطقه‌ای در جنوب خیابان تخت جمشید (طالقانی)
- ایجاد خانه‌های سازمانی و آپارتمان‌سازی برای کارمندان شهرداری
- مصرف ۵۰ میلیون ریال اعتبار دولت جهت امور عمرانی و تنظیف جنوب شهر
- احداث پارک و ساختمان دریاچه مصنوعی در جنوب میدان شهیاد (آزادی)
- طرح ایجاد خانه‌های سازمانی جهت کادر پلیس اداره راهنمائی و رانندگی پایتخت و طرح خانه‌های سازمانی، آسایشگاه سیصد تختخوابی سالمندان و حمام در کهریزک